# Faktura (muzyka)

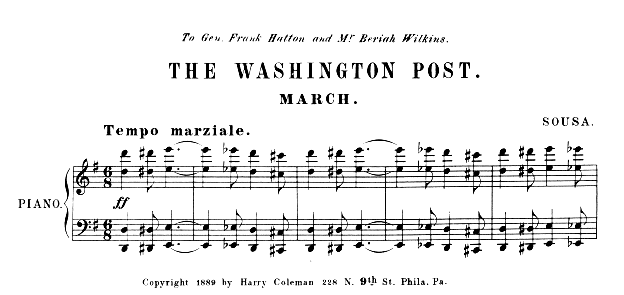
Washington Post, 1889

Faktura – w muzyce to rodzaj użytych przez kompozytora środków właściwych danej technice instrumentalnej lub wokalnej.
Faktura muzyczna to przede wszystkim relacja między poszczególnymi głosami utworu (wokalnymi, instrumentalnymi). Rodzaje faktur łączą się ściśle z liczbą głosów i znaczeniem, jakie poszczególne partie odgrywają w utworze muzycznym lub jego fragmencie.
Rodzaje faktur
- uwzględniając sposób wykonania utworu:
  - faktura wokalna – utwory wykonywane a cappella:
    - solowa (np. sopran solo)
    - kameralna (np. tercet wokalny)
    - chóralna

  - faktura instrumentalna – utwory wykonywane na instrumentach muzycznych różnych od głosu ludzkiego
    - solowa (np. skrzypce solo)
    - kameralna (np. trio stroikowe)
    - orkiestrowa

  - faktura wokalno-instrumentalna
    - faktura kameralna – pojedyncza obsada poszczególnych instrumentów
    - faktura zespołowa – zwielokrotniona obsada poszczególnych instrumentów
- uwzględniając jakość brzmienia i zróżnicowanie obsady:
  - faktura homogeniczna – jednorodna obsada, mało zróżnicowane brzmienie (np. orkiestra smyczkowa, chór męski, trio stroikowe, kwartet smyczkowy)
  - faktura poligeniczna – niejednorodna obsada, zróżnicowane brzmienie (np. kwintet dęty, chór mieszany)
- uwzględniając współbrzmienia i sposób prowadzenia głosów:
  - faktura homofoniczna – faktura wielogłosowa polegająca na umieszczeniu głównej melodii w jednym głosie (przeważnie najwyższym), zaś pozostałe głosy tworzą akompaniament do tej melodii. Ten typ faktury rozwija się od końca XVII wieku wypierając fakturę polifoniczną.
  - faktura monofoniczna – jednogłosowość. Nie posiada akompaniamentu.
    - w ramach faktury homofonicznej można mówić o fakturze monodycznej – jest to faktura jednogłosowa pozbawiona jakichkolwiek elementów harmonicznych, może być wykonana wokalnie lub instrumentalnie (np. Bogurodzica);

  - faktura polifoniczna – faktura wielogłosowa polegająca na równoczesnym prowadzeniu co najmniej dwóch samodzielnych pod względem rytmicznym i melodycznym głosów wokalnych lub instrumentalnych. Ze względu na stosunek linii melodycznych względem siebie, rozróżniamy następujące rodzaje polifonii:
    - polifonia kontrastowa – polega na niezależnym prowadzeniu głosów; brak jest pokrewieństwa melodii i rytmu pomiędzy poszczególnymi głosami
    - polifonia imitacyjna – melodia i przebieg rytmiczny poszczególnych głosów są podobne, rodzaje:
      - polifonia imitacyjna ścisła – poszczególne głosy naśladują się wzajemnie z pewnym opóźnieniem (np. kanon, fuga)
      - polifonia imitacyjna swobodna – głosy mogą, ale nie muszą do siebie nawiązywać przez korespondencję motywiczną, rytmy uzupełniające lub powtarzanie schematów rytmicznych (np. inwencja)
- uwzględniając kryterium historyczne:
  - polifonia modalna – oparta na skalach kościelnych, powszechna w utworach do XVI wieku
  - polifonia oparta na harmonii funkcyjnej – powstała w ramach klasycznych zasad harmonii – od XVII wieku do początku XX wieku
  - polifonia sonorystyczna – wykorzystuje brzmieniowe właściwości współbrzmień – od XX wieku
- inne rodzaje faktur:
  - faktura topofoniczna – wykorzystuje oddziaływania przestrzennego dźwięku na słuchacza. Przykładem jest Tuba mirum z Requiem Giuseppe Verdiego. Ta część polega na dialogu sekcji dętej orkiestry z trąbkami umieszczanymi przeważnie za słuchaczami.